# 시모나 아므나르
시모나 아므나르(루마니아어: Simona Amânar, 1979년 10월 7일 ~ )는 루마니아의 전직 체조 선수이다. 그녀는 올림픽에서 7개의 메달을 땄고 세계 선수권 대회에서 10개의 메달을 땄다.
특기 종목인 도마에서 그녀의 이름을 딴 기술이 있다. 이 기술은 현재까지도 많은 세계 정상급 선수들이 애용하는 기술이다. 그녀는 1995년 세계 선수권 대회 도마에서 우승했다. 아므나르는 1996년 세계 선수권 대회 도마에서 팀 동료 기나 고게안과 쿠바의 안나 하치 가운데에서 은메달을 획득했다.
루마니아의 안드레아 라두칸 선수가 경기 며칠 전, 팀닥터에게 처방받은 감기약을 무심코 복용해 금메달을 박탈당함으로써 그녀는 2000년 올림픽 개인 종합에서 우승했다. 하지만 진정한 챔피언은 라두칸이라며 금메달을 거부하였다고 한다. 아므나르는 올림픽 직후 2000년에 은퇴했으며 2002년에 결혼했다. 그녀는 2007년에 국제 체조 명예의 전당에 헌액되었다.